# Karl von Eckartshausen
Karl von Eckartshausen (Haimhausen, 1752. június 28. – München, kb. 1803. május 12. v. május 13.) német keresztény misztikus író és filozófus.

## Élete

### Korai évek
Karl von Eckartshausen a bajorországi haimhauseni kastélyban született, Karl von Haimhausen gróf törvénytelen gyermekeként. Anyja a gróf gazdatisztjének a lánya, Marie Anne Eckart volt, aki belehalt a szülésbe. A melankóliára hajlamos gyermeknek hétévesen látnoki és misztikus álmai és látomásai voltak, melyek miatt visszahúzódó és magánykedvelő lett, ugyanakkor szeretet övezte családjában. Apja befolyásával és anyagilag is segítette őt későbbi tanulmányaiban, de nevét nem vehette fel, ezért felnőtt korában anyja tiszteletére, de utalva apjára is, vette fel az "Eckartshausen" családnevet.

### Tanulmányai
Tanulmányait Münchenben kezdte, majd 1770-től polgári jogot és filozófiát tanult – főként jezsuita paptanároktól Ingolstadtban. Kimagasló eredménnyel végzett és egyetemi kitüntetéssel avatták a hittudományok doktorává. Apja ajánlásával került be Karl Theodor bajor választófejedelemhez udvari tanácsosnak. 1777-től ismét tanulmányokba kezdett a Bajor Tudományos Akadémián(de). Itt ismerkedett meg a történettudományi igazgatóval, Ferdinand von Sterzingerrel, aki maga is érdeklődött a mágia, az alkímia és más jelenségek rejtett értelme iránt, és akivel számos fizikai és alkímiai kísérletet végeztek el együtt, melyek nagy hatással voltak Eckartshausen további munkásságára.

### Házasságai
1779-ben feleségül vette Genoveva Quiquérez-t, aki azonban két éven belül elhunyt. 1781-ben újraházasodott és elvette Gabriela von Woltert a választófejedelem személyi orvosának lányát, akitől Sophia Teresia Gabriela nevű lánya született.

### Polgári hivatásai
Még 1779-ben kinevezték a müncheni könyvtár cenzorává, mely tisztségében a kriminológiára szakosodott és jogszabályok és kapcsolódó irodalom felülvizsgálatával bízták meg. A munka jelentős hatással volt eszmeiségére és a gyengék és elnyomottak védelmezője lett.
1784-ben újból előléptették, most a képviselőház levéltári felügyelőjévé, melyet a választófejedelem kifejezetten neki szánt. Sok irigye és rosszakarója lett ekkor, de a választófejedelem mindig kiállt erényessége és feddhetetlensége mellett.
Cenzori és levéltárosi feladatai mellett jutott ideje az olvasásra és széles körű tudás megszerzésére. Termékeny íróként, több mint száz cikke jelent meg a kriminológia és a társadalomtudományok területén, de írt színjátékokat és drámákat is.

## Ezoterikus tevékenységei

### Rövid Illuminátus tagság
Eckartshausen – ifjúkori lelkesedésének engedve – egy évig az Adam Weishaupt által alapított illuminátus rend tagja volt, de "rögtön kilépett, amint rájött, hogy ez a rend a megvilágosodást pusztán az emberi elme révén ismeri el" és vezetője valójában politikai célokat követ és nem valós beavatást végez.

### Teozófiája
Eckartshausen keresztény teozófiája egyidejűleg hermetikus szövegeken és a mikrokozmosz és a makrokozmosz közötti összefüggések neoplatonikus tanításán alapul, amely a reneszánszban jelent meg. Ez magában foglalja az Isten (En Sof) kabbalista koncepcióját és a keresztény negatív teológiát. Eckartshausen Istenben látja azt a világosságot, amely minden dolgot kitölt, az igazi jelenlétet, amit az ember "érez" magában vagy érzékel a természetben, de semmiképpen sem érti.
A Sophia, avagy az isteni bölcsesség nagy szerepet játszik kozmológiai világnézetében. Az ember szerinte az univerzum kvintesszenciája, mégpedig azáltal, hogy a négy meglévő elemet egy magasabb, ötödik elvben képes egyesíteni.
Eckartshausen szerint az analógiák és a megfelelések lehetővé teszik, hogy intuitív módon érzékeljék Isten lényegét, amely közvetett módon nyilvánul meg a természeti jelenségekben. Krisztus – akit Isten és a világ közvetítőjeként fog fel – a bukás után arra törekszik, hogy az ember a megváltás és a religio (újra-összekapcsolódás) útjára lépjen.
"Bukása miatt az ember elveszítette fénytestét, és durva, anyagi formába öltözött. Világosság-lénye azonban befelé fordult és egy kis szikrában rejtőzött el." A Világosságnak ezt a "szervét" (organum dei) tovább lehet és szükséges is kifejleszteni, ami által az ember az isteni világba vissza tud térni. Műveiben rámutat arra, hogy Isten Szelleme az őt igazán keresőnek megmutatja a birodalmába vezető utat. "Mert írva van: Kötelékét megismerteti az övéivel."
Eckartshausen teozófiájának alapvető eszméi közül a legtöbbet A természet varázserőiről című művében találjuk.

### Metafizikai tárgyú írásai
- 1790 – Aufschlüsse zur Magie (Felvilágosítások a mágiához)
- 1790 – Gott ist die reinste Liebe (Isten a legtisztább szeretet)
- 1791 – Mistische Nächte (Misztikus éjszakák)
- 1796 – Die wichtigsten Hieroglyphen fürs Menschen-Herz (Az emberi szív legfontosabb hieroglifái)
- 1802 – Die Wolke über dem Heiligtum (Felhő a szentély fölött)

Posztumusz kiadásban megjelent művei:
- 1819 – Über die Zauberkräfte der Natur (A természet varázserőiről)
- 1823 – Über die wichtigsten Mysterien der Religion (A religio legfontosabb misztériumairól)

### Főműve
A "Felhő a szentély fölött" című keresztény misztikus írása később népszerű lett az okkultisták körében. Arthur Edward Waite szerint a mű Eckartshausen szellemi örökségének a koronája, és az ő jóvoltából az írás különösen nagy elismertségnek örvendett az Arany Hajnal Hermetikus Rendjében, olyannyira, hogy a kétes hírű Aleister Crowley is emiatt lépett be a Rendbe fiatal korában.

### Hatása a világirodalomban és a világtörténelemben
Eckartshausen befolyása elsősorban nem biográfiájában, hanem annak spirituális dimenziójában rejlik.
1800. január 20-án – Goethe ezt írja Schillernek, aki a weimari Színház Iphigenie feldolgozásán fáradozik: „Különféle dolgokhoz juthat. Mint egy csomag pecsétviasszal, beletekerve Humbold levelébe, ugyanakkor az Iphigenia, amelyet valószínűleg még Eckartshausen művészete sem tudott volna megmagyarázni, mivel a Birodalmi hírek csak nemrégiben tárta fel előttünk.” Schiller még aznap válaszolt: „Újra beszélhettem Eckartshausen tudományáról a hercegnőnél. Hallhattam Herdernt nagy bizalommal és dicsérettel beszélni, legalábbis lelkesen felhívta a figyelmet, magára az emberre."
Louis-Claude de Saint-Martin volt talán az első francia, aki írónk művét ismerte. Saint-Martin vitathatatlanul a legkiválóbb teozófus volt Franciaországban a 18. században. Novalis pedig az a gondolkodó, aki Eckartshausenhez a legközelebb áll. Együttgondolkodásuk nem befolyásolás eredménye, hanem inkább a hasonló irányultságé. Novalis könyvtárában két teozófiai mű volt Eckartshausentől. 
Jung-Stilling is értékeli a müncheni teozófust, akivel barátságban volt, olyannyira, hogy írásaiban egész oldalakat idéz tőle, ahogyan az a 19. században elvárható volt, ezen felül több ezoterikus és okkult műben is idézik. A 20. század kezdetén egy német újság – Karl Rohm kiadványa, a Lebensspuren (Az Élet nyomai) – érezteti, hogy az ezoterikus tudomány Pantheonjában a "Müncheni" milyen fontos helyet foglalt el.
A svéd Swedenborg látnok lelkesen értékeli és gyakran idézi Eckartshausent.
Eliphas Levi a világhírű mágus és okkultista szintén többször idézi őt, anélkül hogy valóban helyesen értené. Ugyanígy viszonyul hozzá Dr. Gérard Encausse, alias Papus, a martinista rend megalapítója, aki a 20.század kezdetén „ L'Initiations” című újságjában Eckartshausen műveiből fordított. 
Oroszországban a „Müncheni” befolyással volt a misztikus gondolkodásnak megnyert I. Alexander cárra. 1815. június 4-én a látnoki Julie von Krüdener bárónőt Heilbronnban fogadta a cár. Amikor megérkezett és először megpillantotta, éppen a Felhő a szentély fölött olvasásában volt elmélyülve anélkül, hogy a könyvet teljesen meg tudta volna érteni. A baroness felfedte előtte e mű mély értelmét, ami oly mély benyomást tett Alexanderre, hogy „gyóntatójának” tette meg őt. 1815 júliusában minden este felkereste Párizsban, hogy kötelezettségeihez, a legfontosabb politikai döntésekhez tanácsát kérje. Az tény, hogy Krüdener bárónő nagyban hozzájárult a Szent Szövetség eredeti szövegének megértéséhez. Ez a szöveg eredetileg Európa „belső templomának” megvalósítása kellett volna, hogy legyen. 
Gogol a Holt lelkek című regényében szerepel egy postaigazgató, aki Young éjszakáiért és a Csatlakozás a mágiához-ért rajongott, így ír erről: „E műveket késő éjszakáig olvasta, hosszú kivonatokat készített belőlük, amelyeket senkinek sem mutatott meg”. Tolsztoj a Háború és béke végén írja: „Denissow (a regény egy alakja) fanyar megjegyzéseket tett: Valamikor németnek kellett lenni, most Tatarinova és Krüdener asszony szerint kell táncolni, Eckartshausent és a hozzá hasonlókat olvasni.”

## Magyarul
- Az emberi nemzetnek meg sértetődött törvénnyei, 1-2.; ford. Boda József; Engel Ny., Pécs, 1793–1794
- Az Isten a tiszta szerelem. Az én imádságom és elmélkedésem; ford. Szaller György; Schauff János, Pozsony, 1796
- Inkle és Járikó, avagy Az aranyidő. 1. r. Énekes játék; ford. Kotsi Patkó János; Református Kollégium Ny., Kolozsvár, 1800
- Inkle és Járiko vagy Az arany idő énekes játéknak dallai; ford. Kócsi Patkó János; Trattner Ny., Pest, 1808
- Az Isten a' legtisztább szeretet. Az én imádságom 's elmélkedésem; ford. Helmeczy Mihály; Eggenberger, Pest, 1814
- Arthelló, vagy-is Az udvari bolond. Víg játék; ford. Lőcsei Sámuel; Református Kollégium Ny., Kolozsvár, 1817
- Az Isten legtisztább szeretet, az én imádságom s elmélkedésem; ford. Helmeczy Mihály; 2., jav. bőv. kiad.; Müller, Pest, 1821
- Zádory Ármin: Isten a legtisztább szeretet. Ima és ájtatoskönyv Eckartshausen után; Lampel, Pest, 1860
- A felhő a szentély fölött; Magyarországi Lectorium Rosicrucianum Egyesület, Úny, 2015
- A természet varázserőiről, Függelék: A magasabb kémia katekizmusa, Lectorium Rosicrucianum, Úny, 2021

## Fordítás
- Ez a szócikk részben vagy egészben  a   Karl von Eckartshausen című angol Wikipédia-szócikk fordításán alapul.  Az eredeti cikk szerkesztőit annak laptörténete sorolja fel. Ez a jelzés csupán a megfogalmazás eredetét és a szerzői jogokat jelzi, nem szolgál a cikkben szereplő információk forrásmegjelöléseként.
- Ez a szócikk részben vagy egészben  a   Karl von Eckartshausen című francia Wikipédia-szócikk fordításán alapul.  Az eredeti cikk szerkesztőit annak laptörténete sorolja fel. Ez a jelzés csupán a megfogalmazás eredetét és a szerzői jogokat jelzi, nem szolgál a cikkben szereplő információk forrásmegjelöléseként.